# Шарбогард

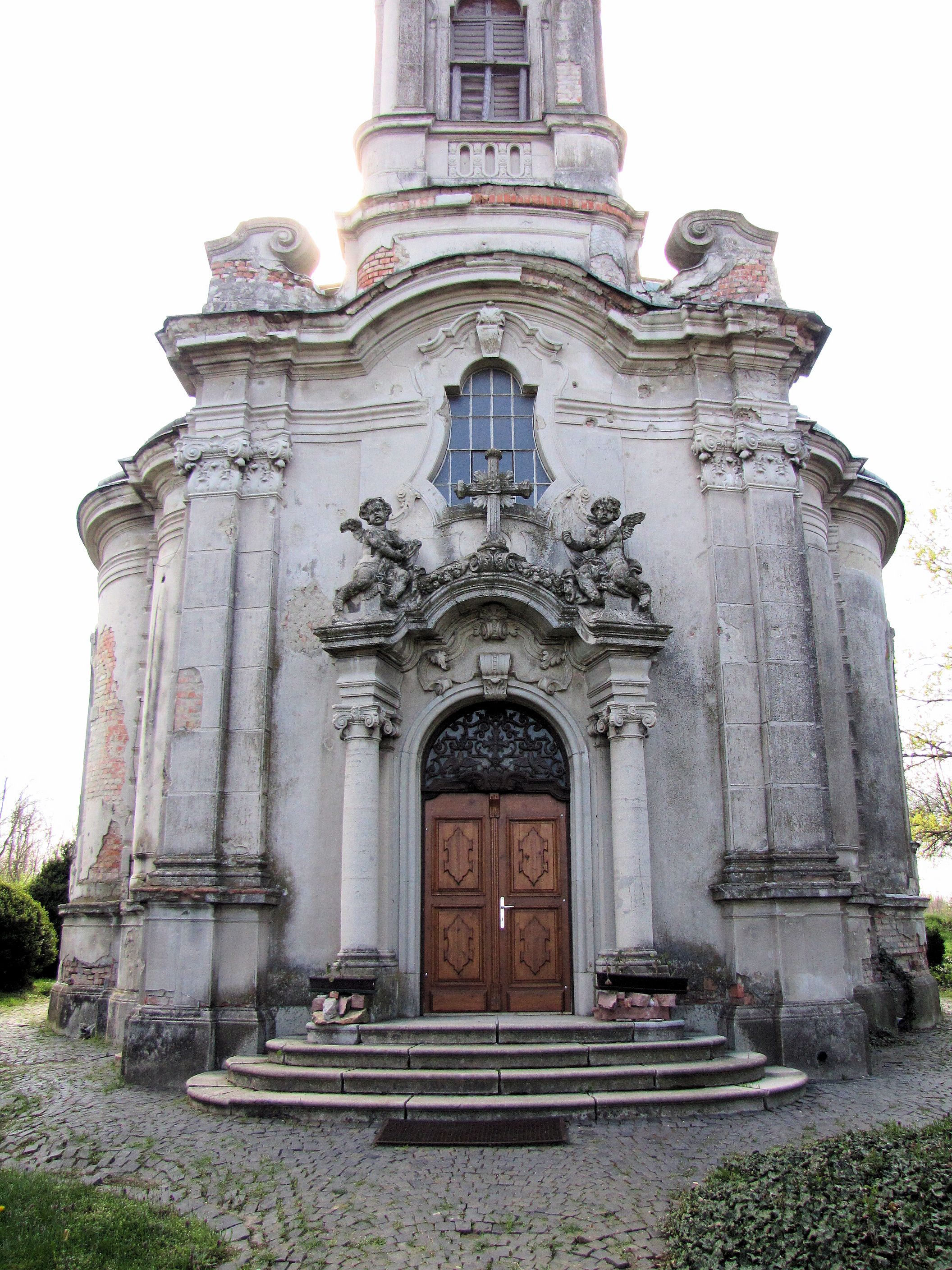
Часовня

Шарбогард (венг. Sárbogárd, нем. Bochart) — город в Венгрии, административный центр Шарбогардского яраша в составе медье Фейер.
Расположен на высоте около 131 м над уровнем моря на Паннонской равнине. Примерно в 35 км к западу от северо-восточного берега озера Балатон и примерно в 24 км к востоку от Шарбогарда тянется берег Дуная.
Город находится на пересечении важных железнодорожных маршрутов Венгрии: здесь электрифицированные маршруты с Балатона и Печ соединяются с неэлектрифицированными железными дорогами из Байя и Сексарда. Двойная электрифицированная колея проходит от Шарбогарда до Будапешта, что позволяет поездам быстро добраться до столицы государства.

## Население
| Год  | Численность | Численность |
| ---- | ----------- | ----------- |
| 2013 | 12 508      | [ 2 ]       |
| 2014 | 12 385      | [ 3 ]       |
| 2018 | 11 937      | [ 4 ]       |
| 2021 | 11 600      | [ 5 ]       |
| 2022 | 11 534      | [ 6 ]       |
| 2023 | 11 475      | [ 7 ]       |
| 2024 | 11 518      | [ 1 ]       |

Население — 11 937 человек (2018). Плотность — 63,58 чел/км². Площадь — 189,34 км².

## История
В ходе археологических раскопок в окрестностях города были обнаружены захоронения позднего бронзового века с находками подтверждающими раннее поселение. Нынешнее название города, как считают, восходит к сочетанию названия района Шар-Сентмиклош и имени дворянина Иштвана Богарди, первого владельца этого района, упомянутого в документе 1323 года, в честь которого, вероятно, была названа северная часть города.
До 1920 года Шарбогард был центром производства народной мебели. В 1993 году на месте бывших советских казарм основан индустриальный парк Шарбогард. Бо́льшая часть населения города живет за счёт сельского хозяйства. Зерновые, кукуруза, сахарная свекла и подсолнечник с успехом выращиваются на прилегающих землях, также широко распространено свиноводство. В окрестностях Шарбогарда отлично плодоносят фруктовые деревья.

## Города-побратимы
- Бене Украина
- Зетя Румыния

## Галерея

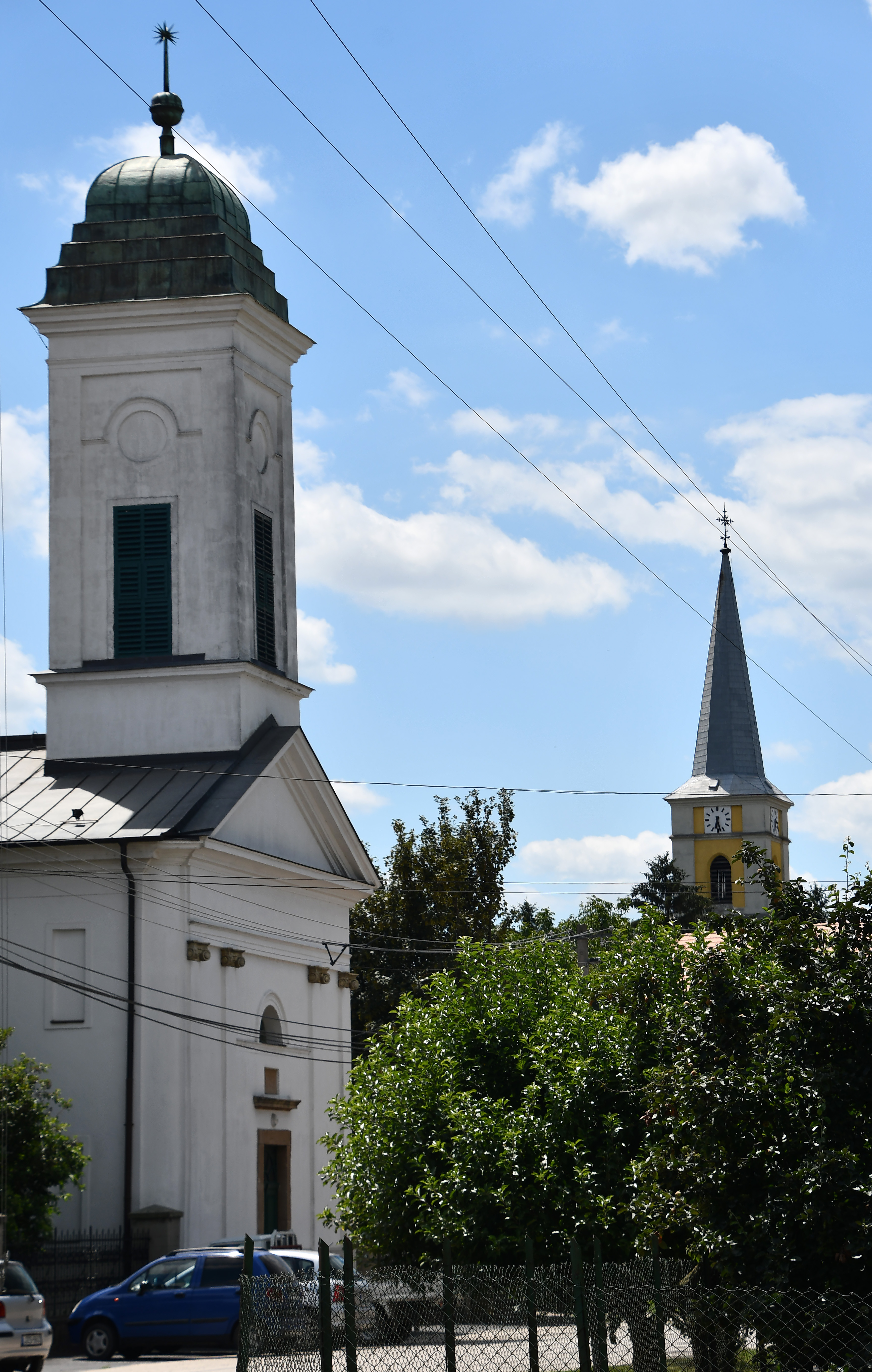
Реформатская церковь с башней римско-католической церкви короля Святого Ладислава на заднем плане
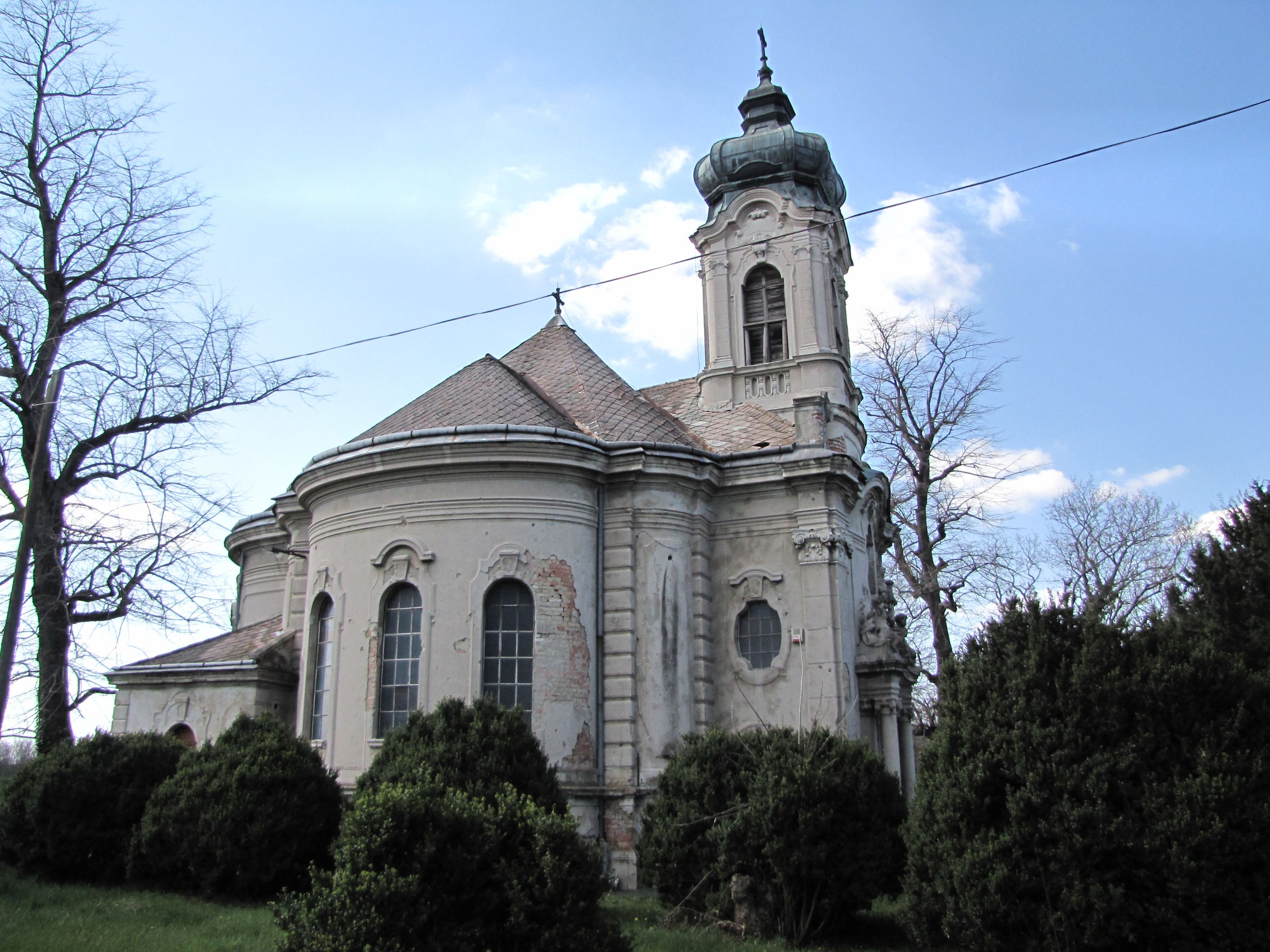
Часовня Успения Пресвятой Богородицы
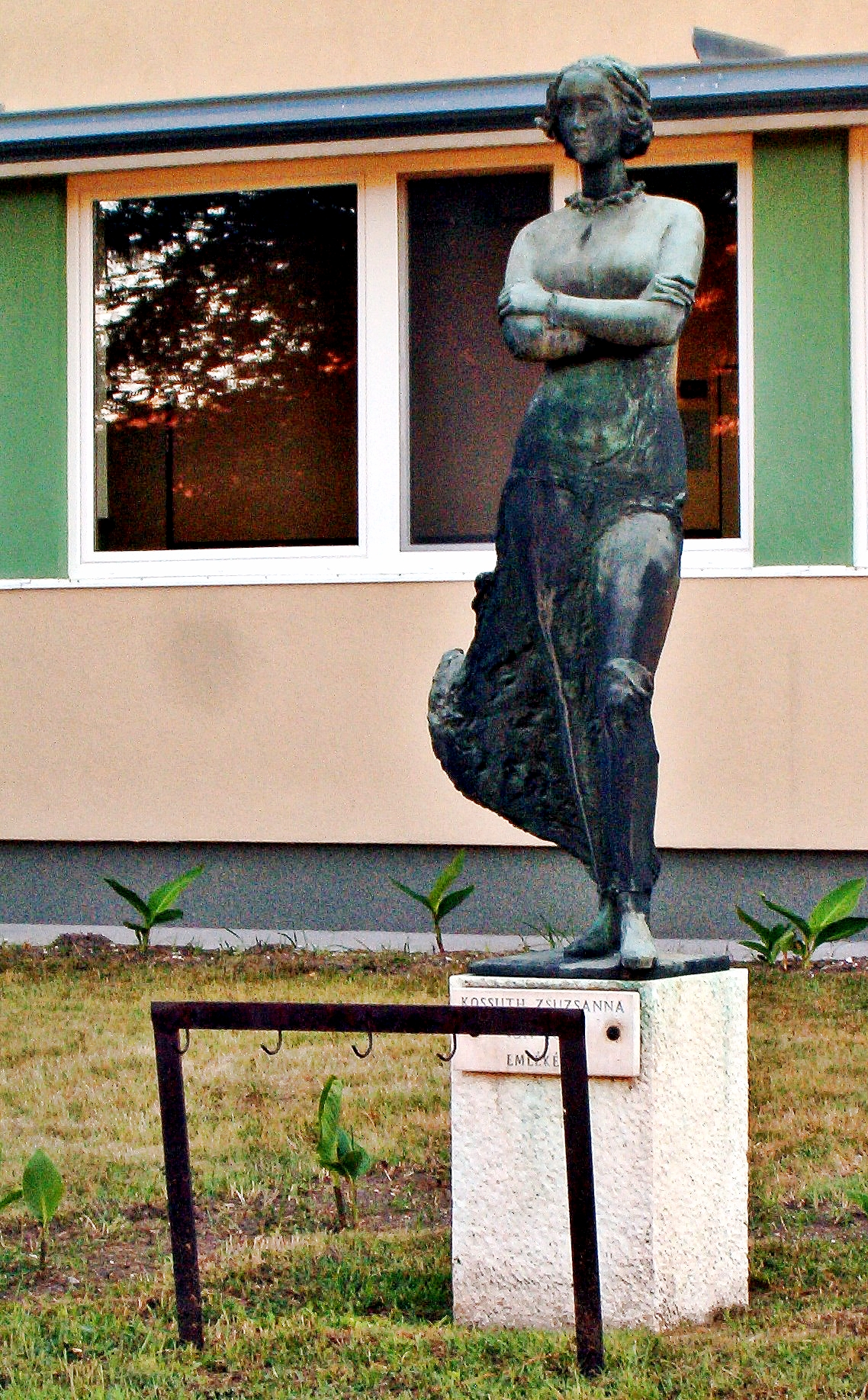
Статуя Жужанны Кошут
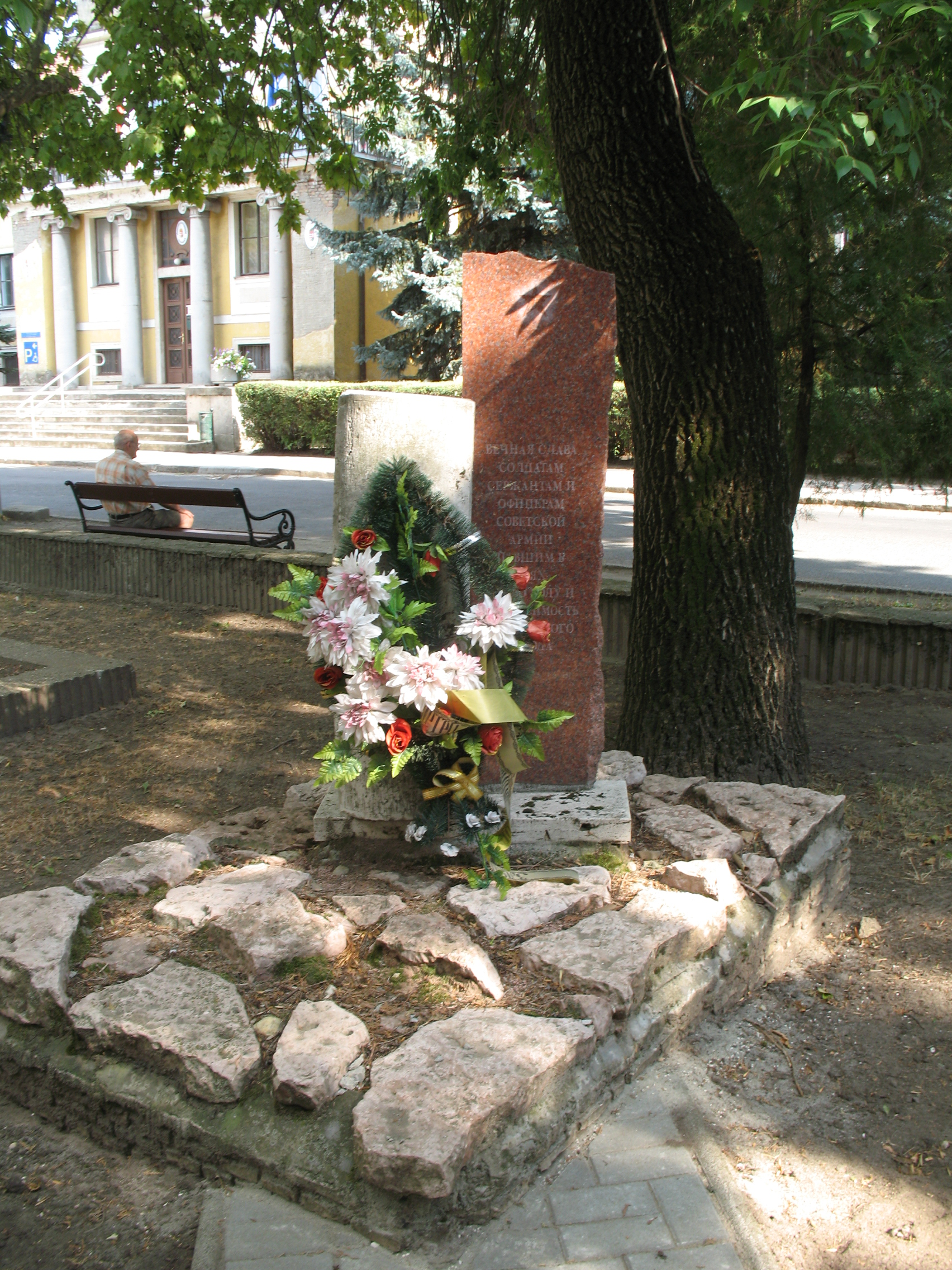
Памятник советским воинам, погибшим при освобождении города от немецко-фашистских захватчиков